# Sciara (tvåvingar)
Sciara är ett släkte av tvåvingar som beskrevs av Johann Wilhelm Meigen 1803. Sciara ingår i familjen sorgmyggor.

## Bildgalleri

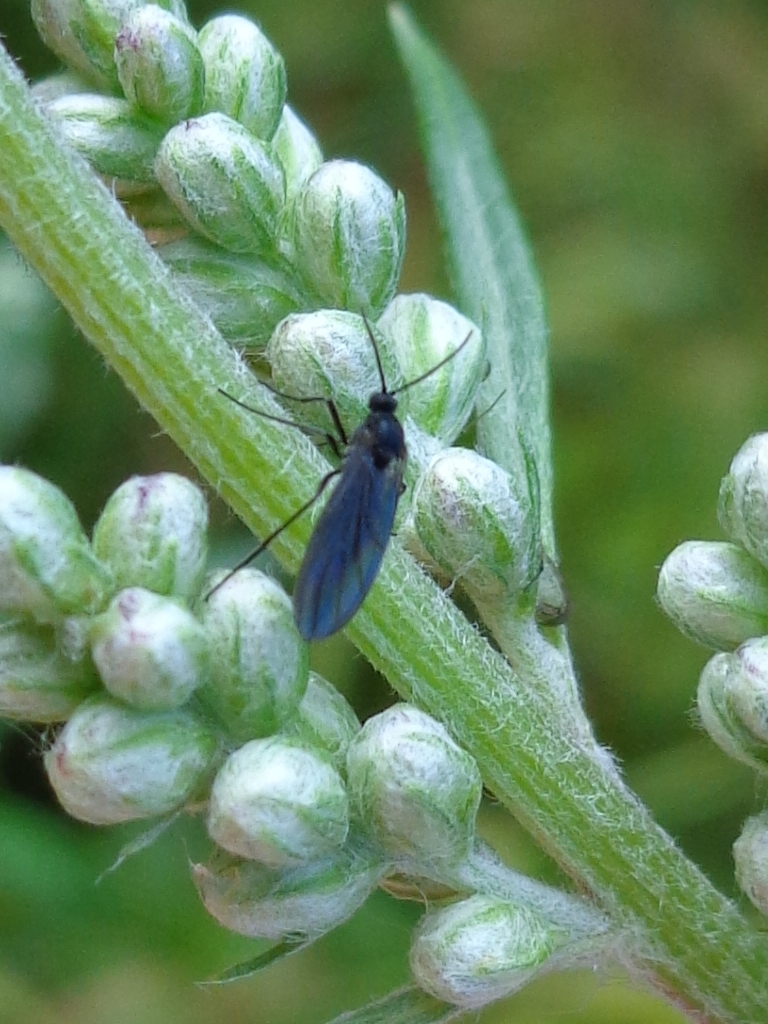
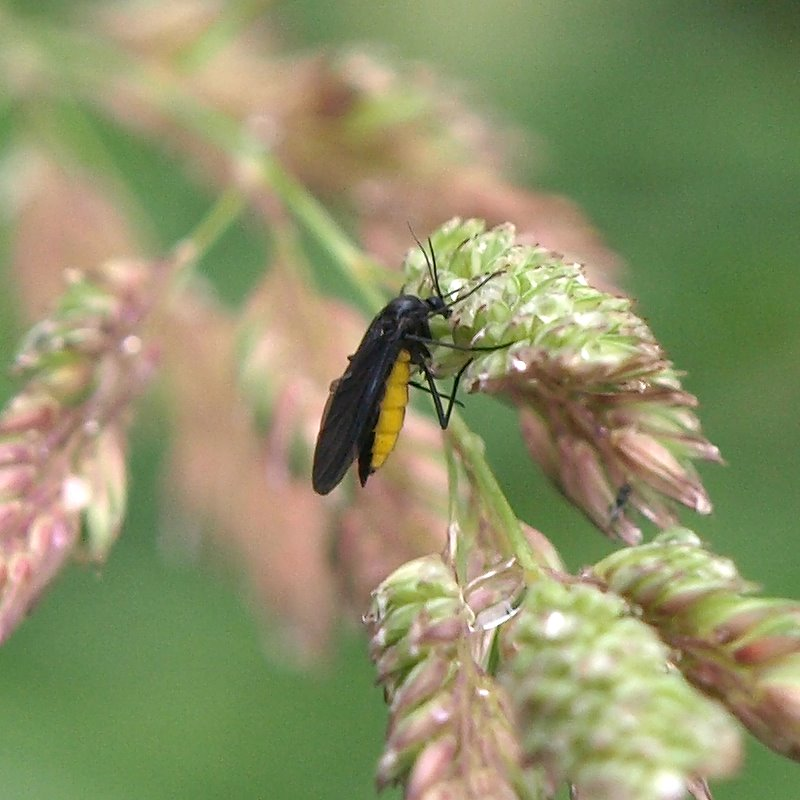
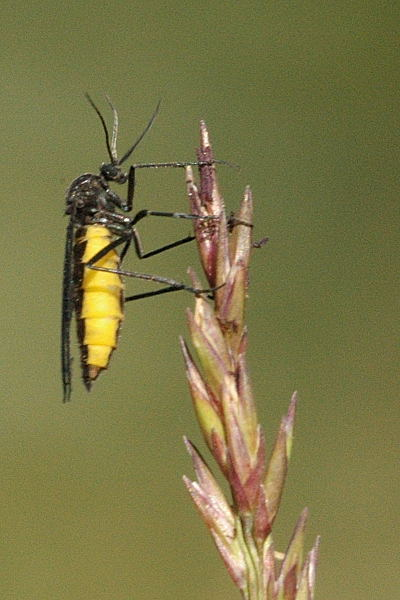
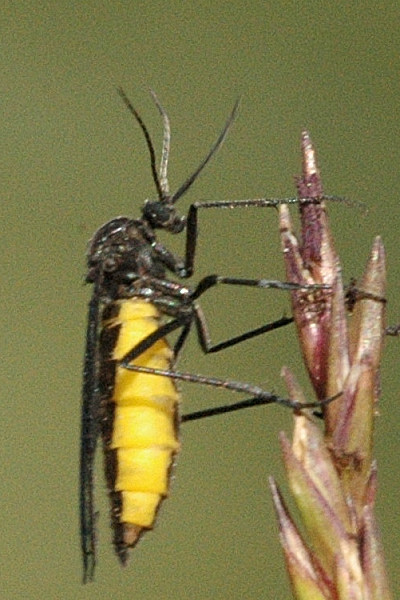
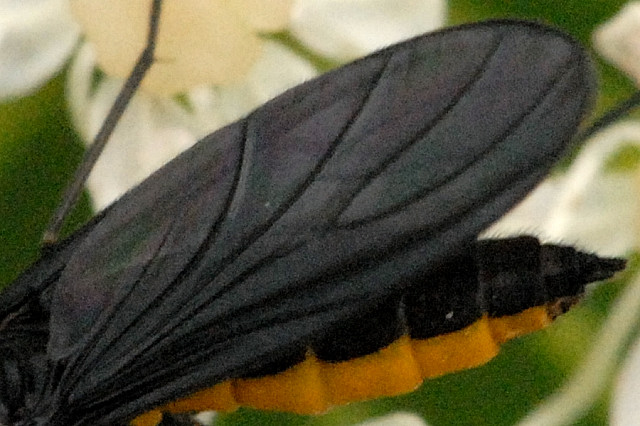

## Dottertaxa tillSciara, i alfabetisk ordning[1][2]
- Sciara abbreviata
- Sciara abdita
- Sciara adjuncta
- Sciara aemula
- Sciara aethiops
- Sciara africana
- Sciara albicoxa
- Sciara albifrons
- Sciara amabilis
- Sciara analis
- Sciara angustata
- Sciara antigua
- Sciara antonovae
- Sciara approximata
- Sciara aquila
- Sciara arcuata
- Sciara aspirans
- Sciara atomaria
- Sciara atrata
- Sciara atratula
- Sciara atrifrons
- Sciara attenuata
- Sciara audax
- Sciara aurosa
- Sciara barnardi
- Sciara biformata
- Sciara bispinosa
- Sciara borealis
- Sciara brevifurca
- Sciara brevipetiolata
- Sciara bullastylata
- Sciara cameronensis
- Sciara capensis
- Sciara cavicata
- Sciara cingulata
- Sciara clavata
- Sciara colorata
- Sciara columbiana
- Sciara compacta
- Sciara concinna
- Sciara confusa
- Sciara congregata
- Sciara conjuncta
- Sciara consanguinea
- Sciara contermina
- Sciara conulifera
- Sciara convergens
- Sciara copiosa
- Sciara costalis
- Sciara costata
- Sciara crassicornis
- Sciara curvinervis
- Sciara cylindrica
- Sciara delessei
- Sciara denticornis
- Sciara diacantha
- Sciara diderma
- Sciara differens
- Sciara dimidiata
- Sciara diminutiva
- Sciara diota
- Sciara dissimilis
- Sciara distigma
- Sciara distinguenda
- Sciara divergens
- Sciara diversa
- Sciara diversipes
- Sciara dives
- Sciara dolicholabis
- Sciara dolosa
- Sciara erratica
- Sciara esuriens
- Sciara evanescens
- Sciara exigua
- Sciara exilis
- Sciara exposita
- Sciara exsequialis
- Sciara familiaris
- Sciara fasciata
- Sciara fascipennis
- Sciara femoralis
- Sciara femorata
- Sciara festina
- Sciara festiva
- Sciara finitima
- Sciara flammiventris
- Sciara flavicollis
- Sciara flavicoxis
- Sciara flavimana
- Sciara flavipeura
- Sciara flaviseta
- Sciara flavofemorata
- Sciara flavomarginata
- Sciara flavoscutellata
- Sciara fletcherae
- Sciara foliorum
- Sciara fratercula
- Sciara fraterna
- Sciara frequens
- Sciara froggatti
- Sciara fuliginosus
- Sciara fumipennis
- Sciara funebris
- Sciara fuscipennis
- Sciara fuscolimbata
- Sciara futilis
- Sciara globosa
- Sciara griseicollis
- Sciara grzegorseki
- Sciara habilis
- Sciara hebes
- Sciara helmsi
- Sciara helvola
- Sciara hemerobioides
- Sciara hendersoni
- Sciara heteroptera
- Sciara heteropus
- Sciara hirtilineata
- Sciara hirtilineatoides
- Sciara horrescens
- Sciara humeralis
- Sciara hyalinata
- Sciara ignobilis
- Sciara incerta
- Sciara inconstans
- Sciara indica
- Sciara infantula
- Sciara infirma
- Sciara infixa
- Sciara infrequens
- Sciara isarthria
- Sciara isopalpi
- Sciara jacobsoni
- Sciara japonica
- Sciara jeanneli
- Sciara karnyi
- Sciara khasiensis
- Sciara kinabaluana
- Sciara kitakamiensis
- Sciara lackschewitzi
- Sciara lamprina
- Sciara latelineata
- Sciara latipons
- Sciara leucocera
- Sciara ligniperda
- Sciara longipes
- Sciara lucidipennis
- Sciara lucipeta
- Sciara luctifica
- Sciara luculenta
- Sciara lumuensis
- Sciara lurida
- Sciara luteiventris
- Sciara luteolamellata
- Sciara macleayi
- Sciara maculithorax
- Sciara maesta
- Sciara mahensis
- Sciara maolana
- Sciara marcilla
- Sciara marginalis
- Sciara marginata
- Sciara mediofusca
- Sciara medullaris
- Sciara melaleuca
- Sciara melanostyla
- Sciara mendax
- Sciara microtricha
- Sciara migrator
- Sciara militaris
- Sciara minutela
- Sciara modesta
- Sciara monacantha
- Sciara montivaga
- Sciara multispinulosa
- Sciara nemoralis
- Sciara neorufescens
- Sciara nepalensis
- Sciara nigrans
- Sciara nigrifemur
- Sciara nigripennis
- Sciara nigripes
- Sciara nigrita
- Sciara nigropicea
- Sciara nitidithorax
- Sciara nitulina
- Sciara nivata
- Sciara niveiapicalis
- Sciara nivicola
- Sciara notata
- Sciara nowickii
- Sciara nubicula
- Sciara ochrolabis
- Sciara opposita
- Sciara ornatula
- Sciara pahangensis
- Sciara pakkana
- Sciara pallescens
- Sciara palliceps
- Sciara parallela
- Sciara patricii
- Sciara pectilinealis
- Sciara penicillata
- Sciara pernitida
- Sciara perpusilla
- Sciara philippinensis
- Sciara philpotti
- Sciara pictipes
- Sciara polita
- Sciara politula
- Sciara praescellens
- Sciara prominens
- Sciara promiscua
- Sciara pruinosa
- Sciara psittacus
- Sciara pubescens
- Sciara pulicaria
- Sciara pycnacantha
- Sciara pygmaea
- Sciara quadrimaculata
- Sciara ratana
- Sciara reciproca
- Sciara recondita
- Sciara recta
- Sciara remyi
- Sciara rimiscutellata
- Sciara robusta
- Sciara rotunda
- Sciara rotundipennis
- Sciara rufa
- Sciara ruficauda
- Sciara satiata
- Sciara schmidbergeri
- Sciara schultzei
- Sciara sciastica
- Sciara sciophila
- Sciara scita
- Sciara scitula
- Sciara sclerocerci
- Sciara sedula
- Sciara segetum
- Sciara segmenticornis
- Sciara selangoriana
- Sciara selecta
- Sciara selliformis
- Sciara septentrionalis
- Sciara serenipennis
- Sciara sericata
- Sciara setilineata
- Sciara seychellensis
- Sciara simulator
- Sciara singhalensis
- Sciara sororia
- Sciara speciosa
- Sciara spectabilis
- Sciara speculum
- Sciara stigmatopleura
- Sciara suavis
- Sciara subfascipennis
- Sciara subrunnipes
- Sciara sumatrana
- Sciara tenompokensis
- Sciara tepperi
- Sciara tetraleuca
- Sciara thomsoni
- Sciara thoracica
- Sciara townesi
- Sciara transpacifica
- Sciara trileucarthra
- Sciara tryoni
- Sciara turrida
- Sciara uichancoi
- Sciara ulrichi
- Sciara unica
- Sciara unicolor
- Sciara unicorn
- Sciara varipes
- Sciara vecors
- Sciara vicina
- Sciara winnertzi
- Sciara viridipes
- Sciara womersleyi
- Sciara vulgaris
- Sciara vulpina
- Sciara xizangana
- Sciara yadongana
- Sciara zalampra
- Sciara zealandica
- Sciara zygocera